# Стадион Прет енд Витни
Стадион Прет енд Витни (енгл. Pratt & Whitney Stadium) је вишенаменски стадион у граду Ист Хартфорду, Конектикат, САД. Првенствено се користи за фудбал и фудбал и домаћи је терен Хаскија, Универзитета Конектикат (Јукон). Такође може бити домаћин Ундерграун Конектикат фридом фудбалске лиге, у јесен 2010. био је дом за Хартфорд колонијалс из Уједињене фудбалске лиге. Стадион, који је отворен 2003. године, био је први стадион који је првенствено користио тим НЦАА дивизије И-А (сада ФБС) који је отворен у 21. веку. Стални капацитет стадиона је 40.000, а састоји се од 38.066 сталних седишта са простором за стајање на семафору који може да прими до 1.934 људи. Такође има могућност за дан утакмице да дода приближно 2.000 привремених седишта као што је то било за фудбал Укон против Мичигена 2013. Конектикат је играо у кампусу на Меморијал стадиону у Сторсу, пре 2003.
Рентшлер филд је првобитно био назив аеродрома компаније за Прат & Витни који је раније заузимао локацију. Аеродром, који је почео са радом 1931. године, добио је име по Фредерику Рентшлеру, који је основао Прат & Витни 1925. године и такође основао своју матичну компанију, Јунајтед технолоџис. Првобитно је коришћен за пробне летове и операције одржавања, а касније и за корпоративну авијацију. Локалитет од 75 јутара (30 ха) је пуштен из употребе као аеродром 1990-их и дониран држави Конектикат од стране Јунајтед технолоџиса 1999. Накнадна донација од 65 хектара од стране Јунајтед технолоџиса 2009. омогућила је изградњу додатног паркинга на трави парцеле у близини стадиона.
У складу са уговором о закупу са државом, Јукон игра све своје домаће фудбалске утакмице на Рентшлер филду.

### МЛС
Дана 23. септембра 2017, Њујорк Сити је играо домаћи меч на стадиону Прат и Витни, против Хјустон Динама, у првој утакмици Мајор лиге фудбала на стадиону. Утакмица је измештена са стадиона Јенки у Њујорку због сукоба у распореду са Њујорк јенкисима.
Гувернер Нед Ламонт је 11. септембра 2020. најавио да ће Торонто ФЦ завршити домаће утакмице своје сезоне на стадиону Прат и Витни због ограничења путовања током пандемије КОВИД-19.
| Датум               | Екипа                                | Такмичење        | Гледалаца |
| ------------------- | ------------------------------------ | ---------------- | --------- |
| 23. септембар 2017. | ФК Њујорк сити 1 : 1 Хјустон Динама  | МЛС              | 10.165    |
| 27. септембар 2020. | ФК Торонто 3 : 1 Колумбус кру        | MLS Trillium Cup | –         |
| 3. октобар 2020.    | ФК Торонто 2 : 1 Филаделфија јунион  | МЛС              | –         |
| 14. октобар 2020.   | ФК Торонто 1 : 1 Ред булси           | МЛС              | –         |
| 18. октобар 2020.   | ФК Торонто 1 : 0 ФК Атланта јунајтед | МЛС              | –         |
| 28. октобар 2020.   | ФК Торонто 0 : 1 ФК Њујорк сити      | МЛС              | –         |
| 1. новембар 2020.   | ФК Торонто 2 : 1 ФК Интер Мајами     | МЛС              | 1.394     |
| 24. новембар 2020.  | ФК Торонто 0 : 1 ФК Нашвил           | МЛС              | –         |

### Државна репрезентација САД
Рентшлер филд је био домаћин неколико домаћих утакмица мушке фудбалске репрезентације Сједињених Држава, укључујући и последњу утакмицу Ландона Донована за национални тим 10. октобра 2014. године.
| Датум             | Репрезентација                           | Такмичење                   | Гледалаца |
| ----------------- | ---------------------------------------- | --------------------------- | --------- |
| 17. август 2005.  | Сједињене Државе 1 : 0 Тринидад и Тобаго | Квалификације са СП 2006.   | 25.488    |
| 30. мај 2006.     | Сједињене Државе 1 : 0 Летонија          | Пријатељска                 | 22.455    |
| 25. мај 2010.     | Сједињене Државе 2 : 4 Чешка             | Пријатељска                 | 36.000    |
| 16. јул 2013.     | Сједињене Државе 1 : 0 Костарика         | Конкакафов златни куп 2013. | 25.432    |
| 10. октобар 2014. | Сједињене Државе 1 : 1 Еквадор           | Пријатељска                 | 36.265    |
| 1. јул 2017.      | Сједињене Државе 2 : 1 Гана              | Пријатељска                 | 28.754    |
| 16. октобар 2018. | Сједињене Државе 1 : 1 Перу              | Пријатељска                 | 24.959    |

### Државна репрезентација САД (жене)
Рентшлер филд је такође био домаћин неколико домаћих утакмица женске фудбалске репрезентације Сједињених Држава.
| Датум             | Репрезентација                    | Такмичење           | Гледалаца |
| ----------------- | --------------------------------- | ------------------- | --------- |
| 1. август 2004.   | Сједињене Државе 3 : 1 Кина       | Пријатељска         | 15.093    |
| 14. јул 2007.     | Сједињене Државе 1 : 0 Норвешка   | Пријатељска         | 9.957     |
| 17. јул 2010.     | Сједињене Државе 3 : 0 Шведска    | Пријатељска         | 5.570     |
| 23. октобар 2012. | Сједињене Државе 2 : 2 Немачка    | Пријатељска         | 18.870    |
| 19. јул 2014.     | Сједињене Државе 2 : 2 Француска  | Пријатељска         | 14.695    |
| 6. април 2016.    | Сједињене Државе 7 : 0 Колумбија  | Пријатељска         | 21.792    |
| 29. јул 2018.     | Сједињене Државе 1 : 1 Аустралија | Турнир нација 2018. | 21.570    |
| 1. јул 2021.      | Сједињене Државе 4 : 0 Мексико    | Пријатељска         | 21.637    |
| 5. јул 2021.      | Сједињене Државе 4 : 0 Мексико    | Пријатељска         | 27.758    |

### Остале значајније утакмице
| Датум         | Репрезентација              | Такмичење            | Гледалаца |
| ------------- | --------------------------- | -------------------- | --------- |
| 27. јул 2004. | ФК Ливерпул 5 : 1 ФК Селтик | Светска серија 2004. | 24.271    |
| 16. јул 2013. | Куба 4 : 0 Белизе           | Златни куп           | 25.432    |
| 29. јул 2018. | Јапан 1 : 2 Бразил          | Турнир нација 2018.  | 13.027    |